# Йохан Кристиан Погендорф
Йохан Кристиан Погендорф (на немски: Johann Christian Poggendorff) е германски физик. Той работи главно в областта на електричеството и магнетизма, усъвършенства електрическите батерии и електростатичния мотор, разработва уреди, използвани в различни физически експерименти.